# Jacobo Ramón
Jacobo Ramón Naveros (ur. 6 stycznia 2005 w Madrycie) – hiszpański piłkarz występujący na pozycji obrońcy w hiszpańskim klubie Real Madryt Castilla oraz w reprezentacji Hiszpanii U-19. Zdobywca Ligi Mistrzów UEFA w sezonie 2023/2024 i zwycięzca Mistrzostw Europy U-19 w piłce nożnej 2024.

## Sukcesy

### Real Madryt
- Liga Mistrzów UEFA: 2023/2024
- Superpuchar UEFA: 2024

### Reprezentacja
- Mistrzostwa Europy U-19: 2024